# Kulsø
Kulsø är en sjö på Jylland i Danmark.   Den ligger 12 km öster om Brande på gränsen mellan Ikast-Brande kommun och Vejle kommun. Kulsø ligger 54 meter över havet. Arean är 0,59 kvadratkilometer. Sjöns östra del kallas även Nedersø. Trakten runt Kulsø består till största delen av jordbruksmark. Skjern Å rinner genom sjön.